# 町中陸前高田站
町中陸前高田站（日语：／ Machinaka-Rikuzen-Takata eki */?）是位於岩手縣陸前高田市高田町字館之沖108番2號，東日本旅客鐵道（JR東日本）的大船渡線BRT巴士站，現已停用。
此站在啟用至停用時，由於不是鐵路車站，因此不會計算在JR東日本車站數目內。

## 歷史
此站是陸前高田市的請願車站。為了方便市內乘客前往新市中心購物，大型商業設施「Abasse高田」與町中廣場開幕。此站距離陸前高田站（遷移前）南方約2.5公里。距離高田高校前站（遷移前）約1.1公里。此站沒有制定營業距離，車費計算是以下一站的營業距離為準。後來，隨著陸前高田站遷移車站，此站在啟用約1年後廢止。
- 2017年（平成29年）4月27日 - 巴士站啟用[1]。
- 2018年（平成30年）4月1日 - 巴士站停用[4]。

## 使用狀況
在2017年度，1日平均乘車人次為24人。

## 巴士站周邊
- Abasse高田

## 相鄰巴士站
東日本旅客鐵道（JR東日本）
■大船渡線BRT
陸前高田－町中陸前高田－高田高校前

## 注腳
1. 1 2   (PDF). 東日本旅客鐵道盛岡分社（日语：東日本旅客鉄道盛岡支社）. 2017-02-21  [2017-02-21]. （原始内容存档 (PDF)于2017-05-12） （日语）.
2. 1 2  . 岩手日報（日语：岩手日報）. 2017-02-22  [2017-03-03]. （原始内容存档于2017-03-03） （日语）.
3. ↑   (PDF). 東日本旅客鉄道盛岡支社. 2017-03-28  [2017-04-27]. （原始内容存档 (PDF)于2017-05-12） （日语）.
4. ↑   (PDF). 東日本旅客鐵道盛岡分社. 2017-10-30  [2017-10-30]. （原始内容存档 (PDF)于2018-02-05） （日语）.
5. ↑  BRT駅別乗車人員（2017年度） （页面存档备份，存于）（日語） - 東日本旅客鐵道